# フリーウェイ・シリーズ
フリーウェイ・シリーズ（英: Freeway Series）は、ロサンゼルス・エンゼルスとロサンゼルス・ドジャースの間で行われるメジャーリーグベースボール（MLB）のリーグ間の対決試合である。エンゼルスはアメリカンリーグ（AL）西地区のチームであり、ドジャースはナショナルリーグ（NL）西地区のチームである。このシリーズの呼称は、両方のチームの本拠地を繋ぐ州間高速道路5号線に由来している。
両球団のライバル関係はNHLのロサンゼルス・キングスとアナハイム・ダックスのライバル関係の正式名称であるフリーウェイ・フェイスオフにも影響を与えた。

## バックグラウンド
アメリカ合衆国の主要地域としての南カリフォルニアの台頭は、隣接するロサンゼルス郡とオレンジ郡の間に重大な経済的競争をもたらした。
南カリフォルニア以外に住む多くの人々にとって、この地域全体は単に「LA」と呼ばれることが多く、ロサンゼルスとオレンジの郡を同じステレオタイプと先入観に関連している。ただし、2つの郡は、政治的イデオロギー、社会経済的地位、および人口統計において大きく異なる。ロサンゼルス郡はよりリベラルで、より民族的に多様な人口によって代表されているが、オレンジ郡は州で最も保守的な地域の1つとして知られていた。 この分割により、ロサンゼルス/オレンジ郡の路線は口語的にオレンジカーテンと呼ばれるようになった。ただし、オレンジ郡北部および中央部の古い、より都会的な都市（アナハイム、サンタアナ、ガーデングローブ、ブエナパークなど）は、南部よりもロサンゼルス郡の都市とはるかに調和している。これらの古いオレンジ郡都市は南部よりもはるかに均質ではなく、収入レベルと人口統計がこれを表している。しかし、近年、ドジャースのシーズン後の成功とエンゼルスのシーズン後の干ばつの増加と一致して、各チームのゲームデーの経験は劇的に変化した（ドジャースのゲームはエンゼルスのゲームよりも参加するのにはるかに多くのお金がかかる）  。このうち、各ファンベースの経済状況は、ある種の役割の逆転を経験している。両方のフランチャイズのファンベースの変化のもう1つの要因は、アルテモレノによるエンゼルスの所有権であり、ヒスパニック系およびラテンアメリカ系のファンベースの大幅な成長につながっている。 これは、ドジャースよりもエンゼルスとの契約を選択したアンソニー・レンドンなど選手にも影響している。 

## 歴史
両球団の最初のエキシビションゲーム（エンジェルスが優勝）は、1962年にエンゼルスのスプリングトレーニングの本拠地であったパームスプリングスで行われた。最初のプレシーズンシリーズは、1963年4月6から7日、両チームのホーム球場であったドジャー・スタジアムで行われた。エンゼルスは、両試合で勝利した。エンゼルスが2005年に「ロサンゼルス」を正式名称に追加した後、シリーズがより都市内の雰囲気を帯びるようになったため、ライバル関係は新たな関心を集めた。
2005年のシーズンを通じて、ドジャー・スタジアムは、エンゼルスの名前が変更される前のように、エンゼルスをその郊外のスコアボードとチームスケジュールに「ANA」としてリストしていた。ただし、ドジャースはスコアボードとスケジュールの両方に「LAA」を投稿するようになった。ドジャースの放送局であるビン・スカリーは、放送中に彼らに言及するとき、チームを単なるエンゼルスと呼んでいる。ドジャースのファンは今でもエンゼルスの事を「アナハイム・エンゼルス」と呼んでいる。ただし、2011年シーズンの時点で、右翼手にあるエンゼルスの郊外のスコアボードには、ドジャースが「LAD」ではなく2005年以前の「LA」の略語で表記されている。エンゼルスの名前の変更は、ドジャース球団、ロサンゼルスの市と郡、アナハイム、オレンジ郡の他のすべての市、および両側のファンによって大部分が反対された。エンゼルスはロサンゼルス郡の制限内でプレーしなかったというのが一般的な議論であり、名前にLAを追加すると、チームのファンの場所と背景が不正確に表された。エンゼルスの所有権は、ロサンゼルスの名前をアメリカンリーグに持ち込むことは、地域全体と組織にとって有益であると反論した。 さらに、国勢調査局のロサンゼルス大都市圏の定義にはオレンジ郡が含まれており、エンジェルスは常にロサンゼルスの放送局を使用してテレビやラジオのゲームを放送してきました。
両球団間のレギュラーおよびポストシーズンの試合は、エンゼル・スタジアムまたはドジャー・スタジアムのいずれかで行われる。 2つのスタジアムは約30マイル (48 km)離れて 、最寄りの駅であるロサンゼルス・ユニオン駅とアナハイム駅からメトロリンクまたはアムトラック経由で移動するには約40〜50分もかかる。 
ある時点で、両方のチームは主要なメディアコングロマリットによって所有されていた。エンゼルスはウォルト・ディズニー・カンパニーによって所有され、ドジャースはニューズ・コーポレーションによって所有されていた（各企業はMLB放送パートナーの1つを所有していたが、その後ニューズコープは2013年に21世紀フォックスに買収され、2019年にウォルト・ディズニー・カンパニーに買収された。
2002年のワールドシリーズでは、エンゼルスがドジャースの同地区でのライバルであるサンフランシスコ・ジャイアンツと対決したため、ドジャースとそのファンがそれを「悪夢」と表現し、ライバル関係に平和な瞬間があった  。ロサンゼルスタイムズはこのシリーズを「ドジャースの「ナイトメアシリーズ」」と呼んだ。ニューヨークポストはそれを「ドジャースにとって最悪のシナリオのワールドシリーズ」と呼んだ。 サンフランシスコ・クロニクルは、このシリーズを「ドジャースファンにとって最悪の悪夢」と呼んだ。 ドジャースとそのファン（会長のボブ・デイリーと元マネージャーのトミー・ラソーダを含む）は、最終的なチャンピオンを応援し、アナハイムでの試合に参加した。ラソーダは第2戦でバッティングケージの後ろに立ち、当時のエンゼルスの監督だったマイク・ソーシアの大ファンだと言った（ソーシアは13年間ドジャースでキャリアを積んでいた）。デイリーは第7戦を観戦し、エンゼルスのオーナーだったジーン・オートリーのファンとしてエンゼルスのダグアウトの近くに座った。このシリーズがエンゼルスにとっては初のワールドシリーズ制覇だった。ドジャースの直近の優勝は2024年。
2014年には、この両チームから2人がMVPを受賞し、エンゼルスの外野手であるマイク・トラウトがアメリカンリーグMVPを受賞し、ドジャースの投手であるクレイトン・カーショウがナショナルリーグMVPを受賞。
2019には、エンゼルスのトラウトとドジャースのコディ・ベリンジャーがそれぞれのリーグのMVP賞を受賞した 。
2023年のオフにはエンゼルスから大谷翔平がドジャースへ移籍した。

## 結果

### ポストシーズンシリーズ
2021年の時点で、両球団はポストシーズンで対戦したことはない。ポストシーズンで対戦するには、両球団が同じ年にワールドシリーズに進出する必要がある。現在までに、両リームは同じ年に2004年、2008年、2009年、2014年の4回プレーオフを行いました。2004年には、両球団がそれぞれのディビジョンシリーズ(DS)で敗れた。2008年には、エンゼルスがディビジョンシリーズでボストン・レッドソックスに3対1で敗れ、ドジャースがシカゴ・カブスを3対0でスイープし、最終的なチャンピオンであるフィラデルフィア・フィリーズに敗れた。2009年は、両球団がそれぞれのリーグチャンピオンシップシリーズ(LCS)に進出しました。エンゼルスは最終的なチャンピオンとなったニューヨーク・ヤンキースにALCSで2勝4敗で敗退し、ドジャースはフィリーズにNLCSで1勝4敗で敗退した。エンゼルスの唯一のワールドシリーズの優勝と出場は2002で、ドジャースの最新の優勝は2020年である。
2014年には、両球団がそれぞれDSで最初に終了しました。エンゼルスはALDSのカンザスシティ・ロイヤルズに3–0でスイープされ、ドジャースはNLDSでセントルイス・カージナルスに3–1で敗れました。

## ロサンゼルス地域の他のライバル関係
- NHL：フリーウェイ・フェイスオフ（英語版） - ロサンゼルス・キングスとアナハイム・ダックスのライバル関係
- カレッジフットボール：UCLA-USCのライバル関係
- MLS：エル・トラフィコ
- NBA：ロサンゼルス・レイカーズとロサンゼルス・クリッパーズのライバル関係
- NFL：ロサンゼルス・ラムズとロサンゼルス・チャージャーズのライバル関係